# Черемисин, Александр Андреевич
Алекса́ндр Андре́евич Череми́син (14 октября 1944, Томская область — 12 июня 2014, Гомель) — советский футболист, нападающий, тренер.

## Биография
До 25-летнего возраста не выступал в соревнованиях мастеров. По состоянию на 1968 год играл в первенстве КФК за «Машиностроитель» (Подольск). В 1969 году перешёл в «Автомобилист» (Нальчик), где пришёл на смену в линии атаки своему младшему брату Андрею и играл в течение полутора лет, однако не смог отличиться высокой результативностью. В ходе сезона 1970 года вслед за Андреем перешёл в симферопольскую «Таврию», где провёл полсезона.
С 1971 года в течение семи сезонов выступал во второй лиге за «Гомсельмаш» / «Машиностроитель» (Гомель), провёл более 200 матчей и забил 72 гола. Является лучшим бомбардиром в истории гомельского клуба в советский период. Неоднократно становился лучшим бомбардиром клуба в отдельных сезонах — в 1972 (9 голов), 1974 (19 голов), 1975 (8 голов), 1976 (16 голов) годах. В 1973—1974 годах составлял атакующий дуэт с будущим игроком сборной СССР Георгием Ярцевым.
В июле 1977 года назначен главным тренером гомельского клуба и возглавлял команду три с половиной сезона, под его руководством «Гомсельмаш» сыграл 148 матчей.
Скончался 12 июня 2014 года на 70-м году жизни.

## Личная жизнь
Братья Алексей (род. 1941) и Андрей (род. 1947) тоже были футболистами. Андрей выступал в высшей лиге за донецкий «Шахтёр», много лет играл и тренировал «Таврию».